# Lilla Tsåkasjaure
Lilla Tsåkasjaure är en sjö i Arvidsjaurs kommun i Lappland och ingår i Piteälvens huvudavrinningsområde. Sjön har en area på 0,0309 kvadratkilometer och ligger 249,8 meter över havet.

## Delavrinningsområde
Lilla Tsåkasjaure ingår i det delavrinningsområde (730965-169368) som SMHI kallar för Inloppet i Sör-Grundträsket. Medelhöjden är 272 meter över havet och ytan är 16,96 kvadratkilometer. Räknas de 3 avrinningsområdena uppströms in blir den ackumulerade arean 50,21 kvadratkilometer. Grundträskbäcken som avvattnar avrinningsområdet har biflödesordning 2, vilket innebär att vattnet flödar genom totalt 2 vattendrag innan det når havet efter 106 kilometer. Avrinningsområdet består mestadels av skog (69 procent) och sankmarker (23 procent). Avrinningsområdet har 0,03 kvadratkilometer vattenytor vilket ger det en sjöprocent på 0,2 procent.